# Archiearis contrasta
Archiearis contrasta är en fjärilsart som beskrevs av Barend J. Lempke 1949. Archiearis contrasta ingår i släktet Archiearis och familjen mätare. Inga underarter finns listade i Catalogue of Life.